# 岡部ホテルグループ

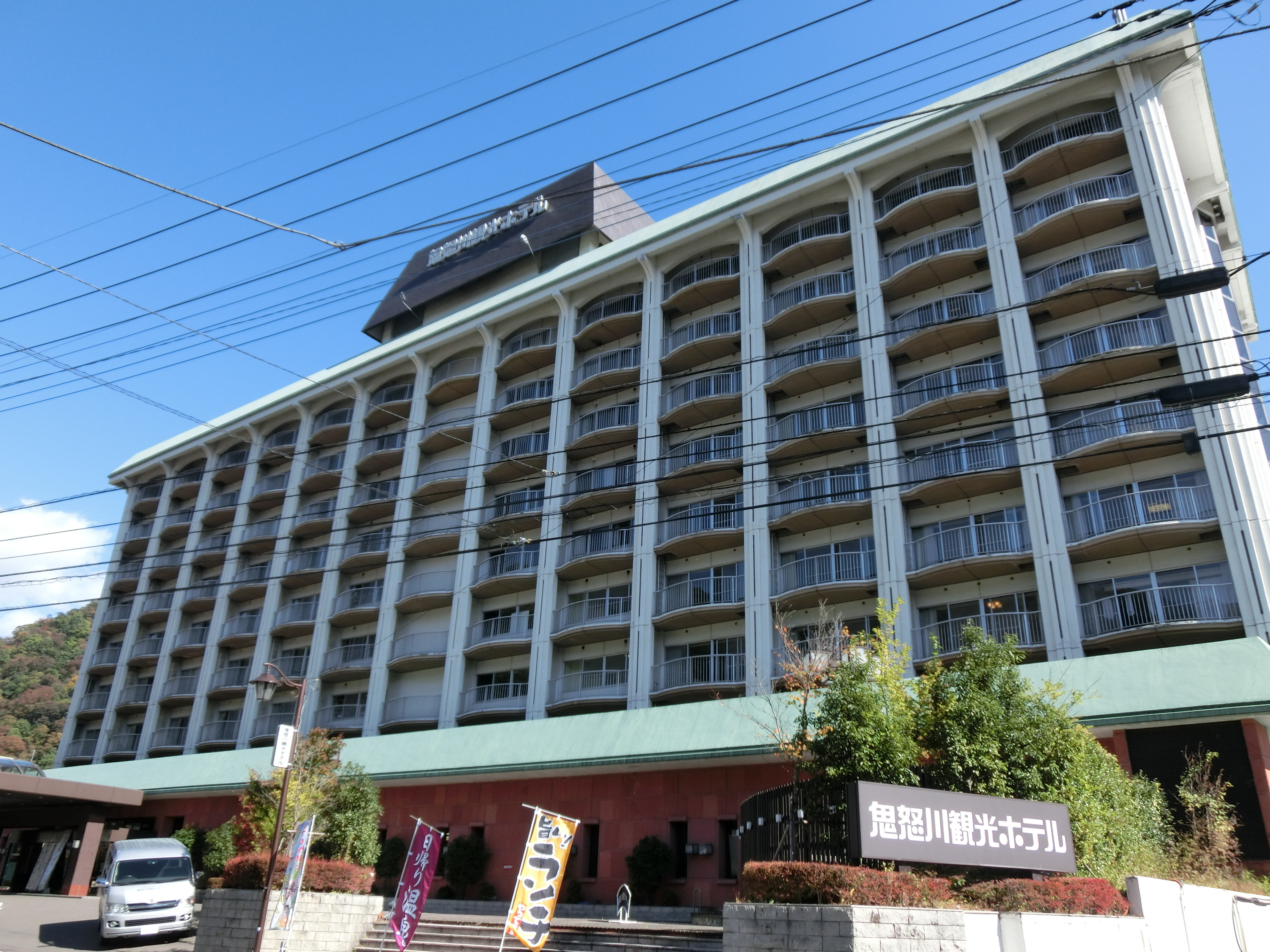
岡部グループが運営していた「鬼怒川観光ホテル」現在は大江戸温泉物語が経営

岡部ホテルグループ（おかべホテルグループ）は、かつて栃木県および静岡県で営業していたリゾートホテルチェーンの名称である。2022年現在では大江戸温泉物語が3ホテルを買収し、伊東園ホテルズ・ホテル三日月が各1ホテルを買収して、それぞれ経営している。

## 概要
岡部脇太郎によって1952年2月に塩原温泉郷に「塩原東京ホテル」（現「ホテルニュー塩原」）が、1953年に鬼怒川温泉郷に「鬼怒川観光ホテル」が創業。それぞれ同族経営の別会社で経営していた。1978年7月には鬼怒川温泉駅前に巨艦店「鬼怒川ホテルニュー岡部」を開業。バブル期に「鬼怒川ホテルニュー岡部 QUEEN TOWER」、伊豆で「ホテルニュー岡部」、ニュージーランドで「WHITE HERON HOTEL」を相次いで開業させ、チェーン名を「OKABE ENTERPRISES INTERNATIONAL」とした。
かつては関東ローカル（特にテレビ東京、伊豆進出後は東海でも）でホテル毎に「♪ホテルニューお・か・べ（・のところに間がある）」のようにサウンドロゴ付きのCMを出稿していた。鬼怒川観光ホテル、ホテルニュー塩原についても同様にサウンドロゴつきのCMを出稿していた。

### 経営権の売却と倒産
2003年11月にメインバンクの足利銀行が一時国有化。債務超過で経営が行き詰まり、2005年4月に取引銀行の商工中金・足利銀行・栃木銀行が84億円の債権放棄と35億円の劣後ローン化(DDS)の金融支援を受け、整理回収機構の管理下で「鬼怒川観光ホテル西館・東館」の閉鎖など経営の合理化を進め、チェーン名を「岡部ホテルグループ」に改めた。しかし世界金融危機の影響による収益悪化から自主再建を断念し、2009年7月1日付けで新旧分離により分社化し、新会社の運営権および資産を他社へ売却した。本家「岡部ホテルグループ」の手から離れつつもホテルの運営は継続されることになった。
その後残務整理を進めていた
- 株式会社コーラク（旧「ホテルニュー塩原」）
  - ホテルニュー塩原、鬼怒川ホテルニュー岡部、伊東ホテルニュー岡部を運営していた
- 株式会社さつきサービス（旧「鬼怒川観光ホテル水明」）
- 株式会社関盛商事（旧「西伊豆ホテルニュー岡部」）

からなる「旧・岡部ホテルグループ」3社は2011年3月9日に東京地裁から特別清算開始決定を受け、事実上倒産した。

## （新）岡部ホテルグループ
- 3館がコニックホールディングス株式会社へ売却され、（運営委託：ミドルウッドキャピタルジャパン株式会社）→大江戸温泉物語が買収→ベインキャピタル・プライベート・エクイティ・アジア・LLCが経営権を買収している[4]。

ミドルウッドホテルグループが買収し、その後大江戸温泉物語グループへ再買収された後も、しばらくの間は「岡部ホテルグループ」の名は残り、傘下のサブブランドとして扱われていたが、2022年現在では使用されておらず（具体的廃止時期は不明）、以下法人も現存しておらず（社名変更したのか清算したのか不明）、公式サイト（okabehotels.co.jp）も閉鎖され、以下3館の公式ページは大江戸温泉物語公式サイト内に移転されている（ただしドメインは大江戸温泉物語ホテルズ&リゾーツが保有し続けている）。
- 株式会社新ホテルニュー塩原
  - ホテルニュー塩原（栃木県那須塩原市、塩原温泉郷）→2025年3月1日に「大江戸温泉物語 Premium ホテルニュー塩原」にリニューアル予定[5]

- 株式会社新鬼怒川観光ホテル水明
  - 鬼怒川観光ホテル別館（栃木県日光市、鬼怒川温泉）→「鬼怒川観光ホテル」→2024年7月22日に「大江戸温泉物語 Premium 鬼怒川観光ホテル」にリニューアル[6]

- 株式会社新伊東ホテルニュー岡部
  - 伊東ホテルニュー岡部（静岡県伊東市、伊東温泉）

## 単館売却
- ホテル三日月へ売却（運営：株式会社三興）
  - 鬼怒川ホテルニュー岡部（栃木県日光市鬼怒川温泉大原）→2009年9月1日に「きぬ川ホテル三日月」としてリブランド→2020年7月「日光きぬ川スパホテル三日月」に再改称
- 小松観光へ売却→伊東園ホテルズが買収（運営：株式会社西伊豆クリスタルビュー）
  - 西伊豆ホテルニュー岡部（静岡県賀茂郡西伊豆町、堂ヶ島温泉）→2009年10月1日に「西伊豆クリスタルビューホテル」としてリブランド→2020年1月4日より伊東園ホテルズ傘下。

## 撤退・閉鎖
- WHITE HERON HOTEL（ニュージーランド・オークランド）
- 鬼怒川観光ホテル 西館（安らぎ館）（2005年前後に閉鎖。2007年に解体され、更地となっている。）
- 鬼怒川観光ホテル 東館（2008年閉鎖。建物は現存し廃墟となっている。）